# Are You Alice?
Are You Alice? – manga napisana przez Ai Ninomiyę i zilustrowana przez Ikumi Katagiri, publikowana na łamach magazynu „Gekkan Comic Zero Sum” wydawnictwa Ichijinsha od maja 2009 do czerwca 2015.

## Fabuła
Tajemniczy chłopak imieniem Alicja, trafia do Krainy Czarów, gdzie perfidna Królowa Kier ogłosiła specjalną „grę”, zgodnie z którą Biały Królik musi zostać zabity. Alicja nie zamierza jednak wykonać tego rozkazu. Zamiast tego, pragnie odkryć, kim naprawdę jest, ponieważ ma bardzo niewiele wspomnień ze swojej przeszłości, jeśli w ogóle jakiekolwiek.

## Publikacja serii
Manga ukazywała się w magazynie „Gekkan Comic Zero Sum” od 28 maja 2009 do 27 czerwca 2015. Wydawnictwo Ichijinsha zebrało jej rozdziały w 12 tankōbonach, wydawanych od 25 grudnia 2009 do 25 lipca 2015.
W Ameryce Północnej manga została wydana przez Yen Press, we Włoszech przez Goen, we Francji przez Kazé, natomiast w Polsce prawa do dystrybucji nabyło Waneko.
| Nr | Język japoński   | Język japoński         | Język polski      | Język polski           |
| Nr | Data wydania     | ISBN                   | Data wydania      | ISBN                   |
| -- | ---------------- | ---------------------- | ----------------- | ---------------------- |
| 1  | 25 grudnia 2009  | ISBN 978-4-7580-5470-6 | 27 listopada 2014 | ISBN 978-83-64891-01-4 |
| 2  | 24 lipca 2010    | ISBN 978-4-7580-5523-9 | 27 stycznia 2015  | ISBN 978-83-64891-02-1 |
| 3  | 25 stycznia 2011 | ISBN 978-4-7580-5563-5 | 27 marca 2015     | ISBN 978-83-64891-03-8 |
| 4  | 25 lipca 2011    | ISBN 978-4-7580-5610-6 | 27 maja 2015      | ISBN 978-83-64891-04-5 |
| 5  | 25 stycznia 2012 | ISBN 978-4-7580-5677-9 | 27 lipca 2015     | ISBN 978-83-64891-05-2 |
| 6  | 25 lipca 2012    | ISBN 978-4-7580-5724-0 | 25 września 2015  | ISBN 978-83-64891-06-9 |
| 7  | 25 stycznia 2013 | ISBN 978-4-7580-5780-6 | 26 listopada 2015 | ISBN 978-83-64891-07-6 |
| 8  | 25 lipca 2013    | ISBN 978-4-7580-5830-8 | 26 stycznia 2016  | ISBN 978-83-64891-08-3 |
| 9  | 25 stycznia 2014 | ISBN 978-4-7580-5873-5 | 25 marca 2016     | ISBN 978-83-64891-09-0 |
| 10 | 25 lipca 2014    | ISBN 978-4-7580-5933-6 | 26 maja 2016      | ISBN 978-83-8096-048-0 |
| 11 | 24 stycznia 2015 | ISBN 978-4-7580-5984-8 | 26 lipca 2016     | ISBN 978-83-8096-049-7 |
| 12 | 25 lipca 2015    | ISBN 978-4-7580-3070-0 | 27 września 2016  | ISBN 978-83-8096-050-3 |